# Canal 4 (Nicaragua)
Pour les articles homonymes, voir Canal 4.
Canal 4 est une chaîne de télévision nicaraguayenne propriété de Sistema Nacional de Television (SNTV).

## Histoire
Canal 4 a été fondée le 12 octobre 1992, à 22 heures. Sa programmation initiale comprenait des publicités du FSLN, ainsi qu'une petite poignée de feuilletons brésiliens et le programme La Cámara Matizona, avec une écriture satirique sur le régime démocratique de Violeta Barrios de Chamorro.
Il s'agit en effet, avec Radio YA, d'une organisation dédiée à l'expression de la gauche nicaraguayenne.
Jusqu'en 2004, Canal 4 diffusait pendant 7h, de 16h à 23h, et à partir de 2005, elle a étendu son horaire de diffusion à 18 heures, c'est-à-dire de 6 heures du matin à minuit. Elle a également commencé à varier sa programmation entre les séries, les dessins animés, les feuilletons, le journal télévisé et les programmes costariciens.

Le journal télévisé Multinoticias a été fondé en 1995, avec un thème socio-politique. Vers 2006, le journal télévisé a renouvelé son image, en accordant et en étant le slogan "Multinoticias, l'approche de la dignité sandiniste". Depuis le triomphe de Daniel Ortega, le journal télévisé est devenu la principale voix du gouvernement dans les médias, la première dame Rosario Murillo ayant même sa propre section quotidienne sur le journal télévisé.
Dès le triomphe du sandinisme en 2007, le parti FSLN fera partie de ce qui sera le premier média du monopole familial connu sous le nom de Medios Del Poder Ciudadano, La chaine change sa programmation pour renouveler son image, améliorer la qualité des graphismes, des équipes, des slogans, afin d'augmenter considérablement l'audience de la chaîne.
En 2010, Canal 4 a commencé à diffuser ses émissions 24 heures sur 24 et a dépassé la programmation des feuilletons brésiliens et du journal télévisé Multinoticias.
En 2012, la chaîne a une nouvelle fois renouvelé son image, avec un nouveau slogan passant de "Canal 4 Your Destiny", un slogan qui est resté pendant de nombreuses années, à "Canal 4 The best television". De plus, des améliorations ont été apportées à la qualité des graphiques des canaux. Son site Web est également promu et la transmission 24 heures sur 24 de la chaîne est lancée en direct sur Internet.
En juillet 2017, l'homme d'affaires David Pereira, aux idéaux sandinistes, a racheté la chaîne pour une somme d'argent qui n'a pas encore été publiée. 